# Pascal Wintzer
Pascal Jean Marcel Wintzer (ur. 18 grudnia 1959 w Rouen) – francuski duchowny katolicki, arcybiskup Poitiers w latach 2012–2024, arcybiskup Sens od 2024. 

## Życiorys

### Prezbiterat
Święcenia kapłańskie otrzymał 27 czerwca 1987 i został inkardynowany do archidiecezji Rouen. Po święceniach przez dziewięć lat pracował jako duszpasterz parafialny. W 1996 objął stanowisko ojca duchownego seminarium w Issy-les-Moulineaux. Trzy lata później został wikariuszem generalnym diecezji, zaś w latach 2004–2006 był wikariuszem biskupim dla miast Rouen i Elbeuf. W 2006 ponownie objął urząd wikariusza generalnego.

### Episkopat
2 kwietnia 2007 papież Benedykt XVI mianował go biskupem pomocniczym archidiecezji Poitiers, ze stolicą tytularną Rusadus. Sakry biskupiej udzielił mu 19 maja 2007 arcybiskup Poitiers - Albert Rouet.
13 stycznia 2012 został mianowany ordynariuszem archidiecezji Poitiers.
6 sierpnia 2024 został przeniesiony przez papieża Franciszka na urząd ordynariusza archidiecezji Sens. 